# Kolineacja perspektywiczna
Kolineacja perspektywiczna – przekształcenie płaszczyzny na płaszczyznę odpowiadające rzutowi perspektywicznemu.
Zachowane właściwości:
Współliniowość punktów, należenie do prostej przechodzącej przez środek kolineacji (punktami stałymi są punkty należące do osi kolineacji).
Dowolne przekształcenie perspektywiczne jest złożeniem kolineacji perspektywicznych i różnowartościowych przekształceń afinicznych.